# Герге Веллер
Герге Веллер (угор. Gergő Wöller; нар. 18 березня 1983, Сомбатгей) — угорський борець вільного стилю, триразовий бронзовий призер чемпіонатів Європи, учасник Олімпійських ігор.

## Життєпис
Боротьбою почав займатися з 1992 року. Був бронзовим призером чемпіонату світу 2003 року серед юніорів, і бронзовим призером чемпіонату Європи 2002 року серед юніорів. Виступав за клуб «Vasas» Будапешт.

## Спортивні результати на міжнародних змаганнях

### Виступи на Олімпіадах
| Змагання                    | Збірна   | Вагова категорія          | Місце |
| --------------------------- | -------- | ------------------------- | ----- |
| Літні Олімпійські ігри 2004 | Угорщина | вільна боротьба, до 60 кг | 19    |

### Виступи на Чемпіонатах світу
| Змагання                        | Збірна   | Вагова категорія          | Місце |
| ------------------------------- | -------- | ------------------------- | ----- |
| Чемпіонат світу з боротьби 2003 | Угорщина | вільна боротьба, до 60 кг | 22    |
| Чемпіонат світу з боротьби 2005 | Угорщина | вільна боротьба, до 60 кг | 9     |
| Чемпіонат світу з боротьби 2006 | Угорщина | вільна боротьба, до 60 кг | 13    |
| Чемпіонат світу з боротьби 2007 | Угорщина | вільна боротьба, до 60 кг | 20    |
| Чемпіонат світу з боротьби 2009 | Угорщина | вільна боротьба, до 66 кг | 16    |
| Чемпіонат світу з боротьби 2011 | Угорщина | вільна боротьба, до 66 кг | 24    |
| Чемпіонат світу з боротьби 2013 | Угорщина | вільна боротьба, до 66 кг | 20    |

### Виступи на Чемпіонатах Європи
| Змагання                         | Збірна   | Вагова категорія          | Місце  |
| -------------------------------- | -------- | ------------------------- | ------ |
| Чемпіонат Європи з боротьби 2003 | Угорщина | вільна боротьба, до 60 кг | 5      |
| Чемпіонат Європи з боротьби 2006 | Угорщина | вільна боротьба, до 60 кг | 11     |
| Чемпіонат Європи з боротьби 2007 | Угорщина | вільна боротьба, до 60 кг | Бронза |
| Чемпіонат Європи з боротьби 2008 | Угорщина | вільна боротьба, до 60 кг | Бронза |
| Чемпіонат Європи з боротьби 2009 | Угорщина | вільна боротьба, до 66 кг | 5      |
| Чемпіонат Європи з боротьби 2011 | Угорщина | вільна боротьба, до 66 кг | 5      |
| Чемпіонат Європи з боротьби 2012 | Угорщина | вільна боротьба, до 66 кг | Бронза |

### Виступи на інших змаганнях
| Змагання                                                         | Збірна   | Вагова категорія          | Місце  |
| ---------------------------------------------------------------- | -------- | ------------------------- | ------ |
| Олімпійський кваліфікаційний турнір з боротьби 2004 (Братислава) | Угорщина | вільна боротьба, до 60 кг | 6      |
| Олімпійський кваліфікаційний турнір з боротьби 2004 (Софія)      | Угорщина | вільна боротьба, до 60 кг | Бронза |
| Гран-прі Німеччини з боротьби 2005                               | Угорщина | вільна боротьба, до 60 кг | Золото |
| Гран-прі Німеччини з боротьби 2006                               | Угорщина | вільна боротьба, до 60 кг | Золото |
| Гран-прі Німеччини з боротьби 2007                               | Угорщина | вільна боротьба, до 60 кг | 5      |
| Олімпійський кваліфікаційний турнір з боротьби 2008 (Мартіні)    | Угорщина | вільна боротьба, до 60 кг | 16     |
| Олімпійський кваліфікаційний турнір з боротьби 2008 (Варшава)    | Угорщина | вільна боротьба, до 60 кг | 20     |
| Чемпіонат світу з боротьби серед студентів 2008                  | Угорщина | вільна боротьба, до 66 кг | Бронза |
| Гран-прі Іспанії з боротьби 2011                                 | Угорщина | вільна боротьба, до 66 кг | 5      |
| Меморіал Вацлава Циолковського 2011                              | Угорщина | вільна боротьба, до 66 кг | 18     |
| Тестовий турнір FILA 2011                                        | Угорщина | вільна боротьба, до 66 кг | 5      |
| Олімпійський кваліфікаційний турнір з боротьби 2012 (Софія)      | Угорщина | вільна боротьба, до 66 кг | 13     |
| Олімпійський кваліфікаційний турнір з боротьби 2012 (Тайюань)    | Угорщина | вільна боротьба, до 66 кг | 7      |
| Олімпійський кваліфікаційний турнір з боротьби 2012 (Гельсінкі)  | Угорщина | вільна боротьба, до 66 кг | Бронза |
| Меморіал Іона Корнеану 2013                                      | Угорщина | вільна боротьба, до 66 кг | Золото |